# Квадратен километър
Квадратният километър (означение km²) е единица за измерване на площ, кратна на основната единица за площ квадратен метър според международната система единици SI. Един квадратен километър представлява площта, заградена от квадрат със страна 1 километър.
Един квадратен километър е равен на:
- 1 000 000 m² (кв. м)
- 1000 da (декара)

В популярните издания в България често се използват и означенията на кирилица – съответно км2, м2 и дка.
За единици, основани на фут (ft):
- 1 km² = 0,386 102 кв. мили (статутни)[3]
- 1 km² = 247,105 381 акра[4]